# Haut les cœurs !
Pour les articles homonymes, voir Haut les cœurs.
Pour plus de détails, voir Fiche technique et Distribution.
Haut les cœurs ! est un film franco-belge réalisé par Sólveig Anspach en 1999.

## Synopsis
Emma, enceinte, découvre qu'elle est atteinte d'un cancer du sein. Les premiers médecins qu'elle rencontre lui proposent d'avorter. Toutefois, avec le soutien de son compagnon, elle s'y oppose. Les médecins qui l'entourent ensuite lui permettent de finir dignement sa grossesse. Elle donne naissance à une fille, sans problème particulier, alors qu'elle est toujours malade.

## Fiche technique
- Réalisation : Sólveig Anspach
- Scénario : Pierre-Erwan Guillaume, Sólveig Anspach
- Photographie : Isabelle Razavet, Mathilde Jaffre, Lorenzo Weiss
- Lieu de tournage : Paris
- Musique : Olivier Manoury, Martin Wheeler
- Montage : Mathieu Blanc, Anne Riegel
- Durée : 110 minutes
- Date de sortie : 3 novembre 1999 (France)

## Distribution
- Karin Viard : Emma
- Laurent Lucas : Simon
- Julien Cottereau : Olivier
- Claire Wauthion : la mère d'Emma
- Philippe Duclos : le docteur Morin
- Charlotte Clamens : le docteur Colombier
- Didier Sauvegrain : le docteur Lalande
- Fejria Deliba : l'infirmière de la chimiothérapie
- Philippe Demarle : l'homme qui embrasse Emma
- Blandine Lenoir : Infirmière

## Distinctions

### Récompenses
- César du cinéma 2000
  - César de la meilleure actrice (Karin Viard)
- Prix Lumières 2000
  - Prix Lumières de la meilleure actrice (Karin Viard)

### Nominations
- César du meilleur jeune espoir masculin (Laurent Lucas)
- César de la meilleure première œuvre (Solveig Anspach)